# Бос босів
Бос босів (італ. Capo dei capi), бос всіх босів (італ. capo di tutti i capi) або хрещений батько (італ. Padrino, англ. Godfather) — термін, який використовується ЗМІ, громадськістю та правоохоронними органами для позначення надзвичайно впливового злочинного боса сицилійської або американської мафії. Термін вперше був представлений публічно під час слухання сенату США 1950 року.

## Американська мафія

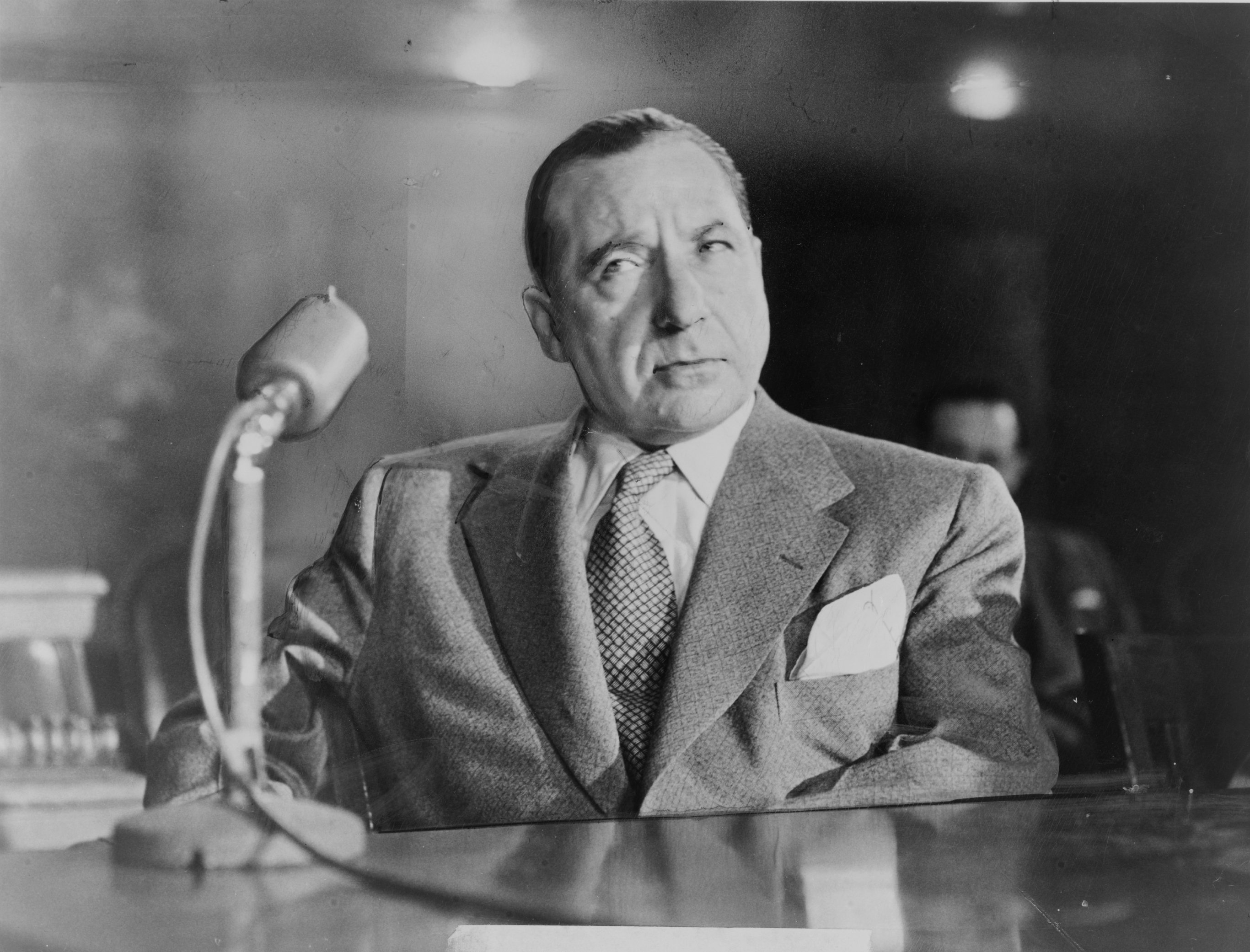
Френк Костелло дає свідчення перед слуханням Сенату США

За словами Ніколи Джентіле першопочатково слово вживалося гангстерами до Джузеппе Морелло в 1900 році. Боси Джо Массерія та Сальваторе Маранцано використовували термін як титул для себе, намагаючись захопити контроль над мафією. Вигравши Кастелламмарську війну у квітні 1931 року, Маранцано проголосив себе босом всіх босів, створив П'ять сімей та наказав їм платити йому данину. Це спровокувало бунт, який призвів до того, що у вересні 1931 року Маранцано було вбито за наказом Лакі Лучіано. Попри те, що в середовищі мафії майже не було заперечень, щоб Лучіано став босом всіх босів, сам Лакі відмовився від титулу, вважаючи, що це знову створить напругу серед сімей та зробить його черговою мішенню для амбітного претендента. Натомість Лучіано заснував Комісію, яка мала узгоджувати дії мафії, а сам він прагнув тихо зберегти контроль над сім'ями та попередити мафіозні війни; боси схвалили створення Комісії. Новостворена організація складається з так званої ради директорів, яка здійснює нагляд за всіма мафіозними діями в США та слугує для посередництва конфліктів між сім'ями.
До складу Комісії входили боси П'ятьох сімей, сім'ї Баффало та Чикаго. З того часу мафія не визнає титулу «бос всіх босів», на відміну від ЗМІ, які продовжують надавати його найвпливовішому на їхню думку босу. Так, спочатку титулом володіли боси сім'ї Дженовезе: Лакі Лучіано (1931–1946), Френк Костелло (1946–1957) та Віто Дженовезе (1957–1959). Потім ініціативу перехопив бос сім'ї Бонанно Джозеф Бонанно, який очолював комісію в 1959–1962 роках.
З розквітом сім'ї Гамбіно титул отримав Карло Гамбіно (1962–1976), а після нього і його наступники — Пол Кастеллано (1976–1985) та Джон Готті (1985–1992). Із занепадом Готті, комісію очолив представник Дженовезе Вінсент Джиганте (1992–1997). З того часу термін перестав використовуватися. З 2000 по 2004 рік бос сім'ї Бонанно Джозеф Массіно визнавався головою комісії чотирма з п'яти сімей; протягом того часу він був єдиним повноцінним босом злочинної сім'ї, який перебував не у в'язниці.

## Сицилійська мафія
Посади боса босів у сицилійській мафії не існує. Наприклад, ЗМІ часто характеризували Калоджеро Віцціні як боса всіх босів, проте за словами інформаторів правоохоронних органів, таких як Томмазо Бушетти, такої посади ніколи не існували. Вони також заперечували те, що Віцціні був босом мафії всієї Сицилії. За словами дослідника мафії Сальваторе Лупо, «твердження ЗМІ про термін „бос всіх босів“ не має під собою жодного підґрунтя».
Однак, ЗМІ часто дають цей титул найвпливовішому босу на Сицилії. Протягом 1980-х та 1990-х років босом всіх босів називали керівників клану Корлеонезі Сальваторе Рііну та Бернардо Провенцано.
2006 року Провенцано був заарештований у своєму рідному місті Корлеоне італійськими правоохоронними органами. Повідомлялося, що його наступником став Маттео Мессіна Денаро або Сальваторе Ло Пікколо. Це передбачає, що Провенцано має повноваження висувати наступника, з чим не всі оглядачі згідні. За словами прокурора по боротьбі з Мафією Антоніо Інгрої, «сьогоднішня мафія є чимось більш схожим до федерації, ніж до авторитарного режиму».

## Ндрангета
В Ндрангеті, злочинній організації схожій на Мафію, Капокріміне є виборним босом Кріміне, щорічного зібрання локале (структурних одиниць) біля святилища Святої Марії в муніципалітеті Сан-Лука. На відміну від «боса всіх босів», капокріміне фактично має порівняно мало повноважень втручатися в сімейні розбірки або контролювати рівень міжсімейного насильства.